# Carrefour Pleyel
Carrefour Pleyel – stacja linii nr 13 metra w Paryżu. Stacja znajduje się w gminie Saint-Denis, w pobliżu Saint-Ouen-sur-Seine. Została otwarta 30 czerwca 1952 roku, wraz z przedłużeniem linii 13 od stacji Porte de Saint-Ouen. Funkcjonowała jako stacja końcowa do 26 maja 1976 roku, kiedy nastąpiło kolejne przedłużenie linii 13 w kierunku północnym.